# Alkanna oreodoxa
Alkanna oreodoxa är en strävbladig växtart som beskrevs av Hub.-mor. Alkanna oreodoxa ingår i släktet Alkanna och familjen strävbladiga växter. Inga underarter finns listade i Catalogue of Life.

## Bildgalleri

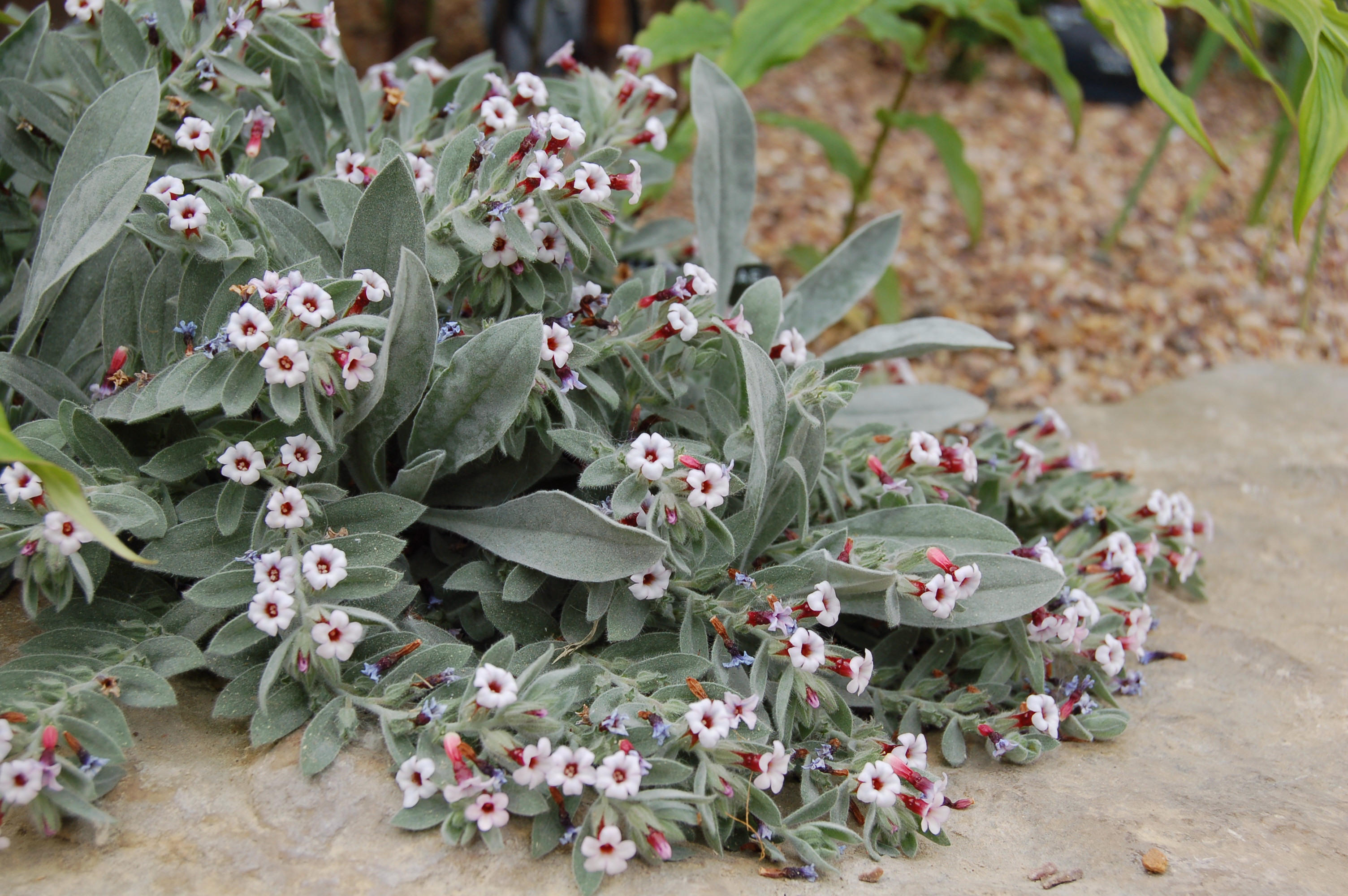